# Castano Primo
Castano Primo é uma comuna italiana da região da Lombardia, província de Milão, com cerca de 10.040 habitantes. Estende-se por uma área de 19 km², tendo uma densidade populacional de 528 hab/km². Faz fronteira com Lonate Pozzolo (VA), Vanzaghello, Magnago, Nosate, Buscate, Cameri (NO), Turbigo, Robecchetto con Induno, Cuggiono.

## Demografia
| Variação demográfica do município entre 1861 e 2011                               |
|                                                                                   |
| Fonte: Istituto Nazionale di Statistica (ISTAT) - Elaboração gráfica da Wikipedia |